# Mađarska košarkaška reprezentacija
Mađarska košarkaška reprezentacija predstavlja državu Mađarsku u športu košarci.
Krovna organizacija: 
Glavni trener: 

## Nastupi na EP
- prvaci: 1955.
- srebrni: 1953.
- brončani: 1946.